# بيتر فوغل (فنان)
بيتر فوغل (بالألمانية: Peter Vogel)‏ (و. 1937 – 2017 م) هو فنان، وعالم موسيقى ألماني، ولد في فرايبورغ، توفي في فرايبورغ، عن عمر يناهز 80 عاماً.